# 歐從雲
歐從雲（1578年—？），字天孚，號騰滄，福建泉州府惠安縣人，民籍，明朝官員。

## 生平
癸卯福建鄉試二十七名舉人，萬曆三十八年（1610年）庚戌科會試一百二十五名，第三甲第一百五十四名進士。戶部觀政，授浙江嘉興府推官，卒于官。

## 家族
曾祖歐子明；祖歐崑；父歐憲，庠生寇帶大賓；母郭氏；繼母何氏。具慶下，妻陳氏。兄維翰（庠生）；歐帛（庠生），弟歐燁（丙子舉人）；燦如；煌如；烱；焞；燭（庠生）。子歐壂；歐奎。